# Kritik der zynischen Vernunft

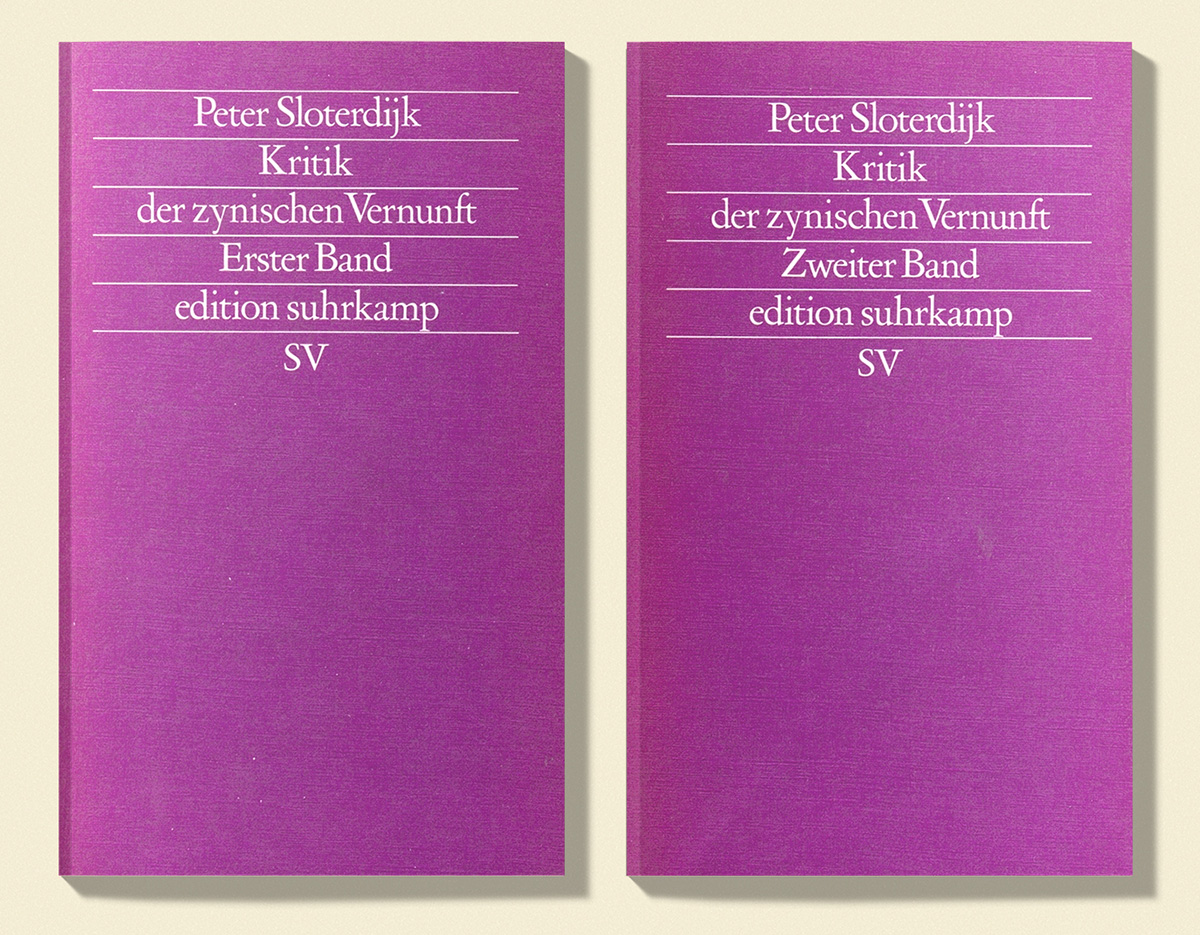
Erstausgabe, edition suhrkamp, 1983

Kritik der zynischen Vernunft ist ein „Essay“ des deutschen Philosophen Peter Sloterdijk, der 1983 veröffentlicht wurde. Der Titel nimmt auf die 200 Jahre zuvor erschienene Kritik der reinen Vernunft von Immanuel Kant Bezug und entstand anlässlich dieses Jubiläums. Auf fast eintausend Seiten wird Zynismus als gesellschaftliches Phänomen in der europäischen Geschichte beschrieben. Sloterdijk nutzt den etymologischen Buchstabenwechsel vom antiken Kynismus zum neuzeitlichen Zynismus, um einen inhaltlichen Positionswechsel zu markieren. Dabei beschreibt er die zynische Vernunft unter philosophischen und sozialpsychologischen Aspekten als eine „Frechheit, die die Seite gewechselt hat“. Er zeichnet die Wirkungsgeschichte der Kantschen Kritiken nach und versucht aufzuzeigen, wie Kants „kritisches Geschäft“ instrumentalisiert und schließlich ausgehebelt wurde.

## Inhalt
In seinem Essay skizziert Sloterdijk den Kyniker der Antike und den Zyniker der Moderne zunächst als widerstreitende Figuren in einem spannungsgeladenen Machtverhältnis. Der Zyniker steht repressiv auf der Seite der herrschenden Kultur; der anarchistische Kyniker provoziert ihn von unten und führt ein „Dasein im Widerstand, im Gelächter, in der Verweigerung, in der Berufung auf die ganze Natur und das volle Leben.“ Diesem Typus entsprechend wird Diogenes von Sinope als „Erzvater“ und Friedrich Nietzsche als „Neo-Cyniker“ eingeordnet.

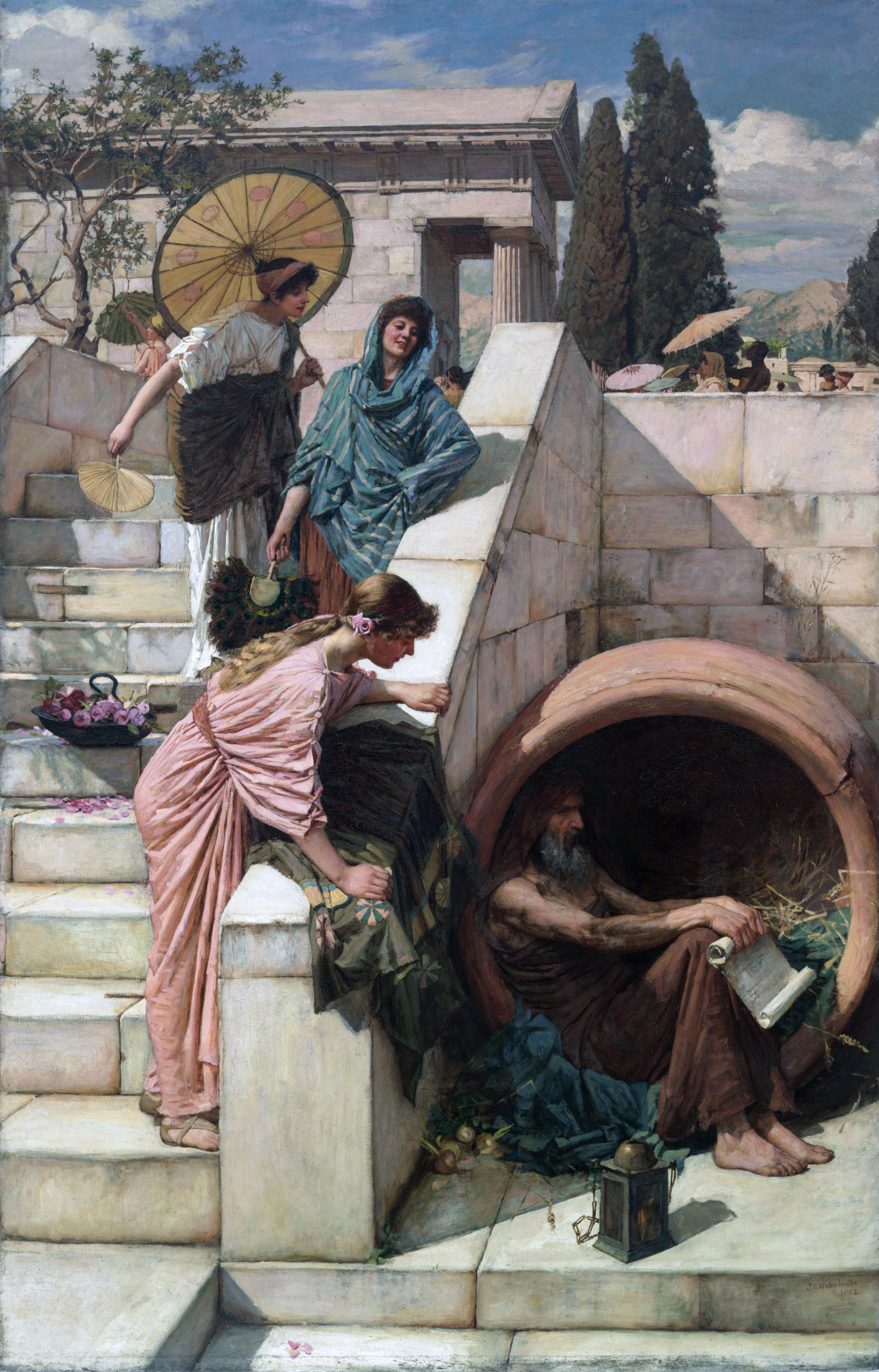
Kynisches Vorbild: Diogenes, Gemälde von John William Waterhouse (1882)

Im Vorwort wird das Bild einer im Sterben liegenden Philosophie der Aufklärung entworfen, aus der sich die modernen Wissenschaften und politischen Theorien entwickelt haben. Programmatisch vorangestellt wird der Kritik eine Zynismus-Definition, deren Gehalt entwickelt werden soll:

„Zynismus ist das aufgeklärte, falsche Bewußtsein. Es ist das modernisierte unglückliche Bewußtsein, an dem Aufklärung zugleich erfolgreich und vergeblich gearbeitet hat. Es hat seine Aufklärung gelernt, aber nicht vollzogen und wohl nicht vollziehen können. Gutsituiert und miserabel zugleich fühlt sich dieses Bewußtsein von keiner Ideologiekritik mehr betroffen, da seine Falschheit bereits reflexiv gefedert ist.“

### Erster Band
Der erste Teil des ersten Bandes ist in fünf Vorüberlegungen gegliedert. Die erste zeichnet Kyniker und Zyniker als gegensätzliche Sozialcharaktere und gibt die Grundthese – Zynismus sei „aufgeklärtes falsches Bewusstsein“ – vor. Die zweite beschreibt Aufklärung als idealistisches Gespräch über die Wahrheit, das im Scheitern zu Ideologiekritik verkommt. Die dritte skizziert acht historische Fälle erfolgreicher Demaskierung mit aufklärerischen Mitteln: Kritik an der christlichen Offenbarung, an der religiösen Illusion, Kritik des metaphysischen Scheins, des idealistischen Überbaus (Marxsche Kritik), des moralischen Scheins, der Transparenz (Sigmund Freuds Entdeckung des Unbewussten), des natürlichen Scheins (Jean-Jacques Rousseaus Naturalismus) und des privaten Scheins (Klassenbewusstsein als kollektives Ich). Die vierte handelt von Brüchen der aufklärerischen Praxis und die fünfte von der zynischen Vernunft auf der „Suche nach der verlorenen Frechheit.“
Der zweite Teil arbeitet an einer Psychosomatik des Zeitgeistes und beschreibt körperliche Erscheinungsformen des Zynismus. Als „philosophische Physiognomik“ stellt diese Betrachtungsweise der wissenschaftlichen Distanz der Objektbetrachtung die Intimität der Menschenkenntnis gegenüber und beschreibt im Kabinett der Zyniker verschiedene Zeit- und Sozialcharaktere mit archetypischen Zügen zynischen Bewusstseins.

### Zweiter Band
Dem physiognomischen Hauptstück im ersten Band folgen im zweiten ein phänomenologisches, ein logisches und ein historisches Hauptstück.
Das phänomenologische Hauptstück erstreckt sich über sechs Kardinalzynismen in Militär, Politik, Sexualität, Heilkunst, Religion und Wissen (Theorie) sowie drei Sekundärzynismen – die Minima Amoralia (mit Verweis auf Adornos Minima Moralia), den Informationszynismus und den Tauschzynismus. In diesem Abschnitt gibt Sloterdijk seine Parteinahme auf und „verfolgt nur die verschlungenen Wege, in denen die Bewusstseinsformen einander gegenüberstehen, sich aneinander reiben und gegenseitig relativieren.“ Dabei zeigt sich Zynismus als „Immunschutz des Bewußtseins, das nur auf diese Weise seine Ideale hochhalten und gleichzeitig sich die Hände schmutzig machen muß.“
Das logische Hauptstück hinterfragt die Motive aufklärerischer Neugier, betreibt somit eine „Aufklärung der Aufklärung“ und entwirft schließlich eine transzendentale Polemik als pragmatische Erkenntnistheorie.
Das historische Hauptstück beschäftigt sich mit der Weimarer Republik und versucht, den Charakter einer Epoche herauszuarbeiten, „dessen erster Erbe der Faschismus war und dessen zweiter Erbe wir Heutigen sind.“ Als Weimarer Symptom beschreibt Sloterdijk darin Bewusstseinsmodelle der deutschen Moderne in einer Zeit des geistigen Werteverfalls. Im Dadaismus „zeigt sich der erste Neo-Cynismus, die kombattante Kunstform der Unterprivilegierten, der Ironiker, Zweifler und Zyniker.“ Seine Analyse geht einher mit einer Aufdeckung der Spielarten von Ironien und Sarkasmen aller Lager der Zwischenkriegszeit und deren gegenseitiger Aufhetzung.
Im Schlusskapitel konstatiert Sloterdijk die Entkoppelung von Welt- und Selbsterfahrung, der eine „Entfaltung der ‚Subjektivität‘ zum relativ Objektiven“ folgte und die eine Theorie der subjektiven Vernunft in einer entfremdeten Welt hervorgebracht hat: „Auf Subjektivität haben wir uns im wesentlichen deswegen spezialisiert, weil wir an den Sinn und das Wohlwollen eines Ganzen [...] nicht glauben könnten.“

## Zitate
- „Der moderne Zyniker ist ein integrierter Asozialer, der es an unterschwelliger Illusionslosigkeit mit jedem Hippie aufnimmt. […] Es ist die bei aufgeklärten Leuten allgemein verbreitete Form, darauf zu sehen, daß sie nicht die Dummen bleiben. […] Psychologisch läßt sich der Zyniker der Gegenwart als Grenzfall-Melancholiker verstehen, der seine depressiven Symptome unter Kontrolle halten und einigermaßen arbeitstüchtig bleiben kann.“[13]
- „Der Herrenzynismus ist eine Frechheit, die die Seite gewechselt hat. Da fordert nicht David den Goliath heraus, sondern die Goliaths aller Zeiten – von den arroganten assyrischen Militärkönigen bis zur modernen Bürokratie – zeigen den tapferen, aber aussichtslosen Davids, wo oben und unten ist.“[14]
- „Eine wirkliche Geschichte des Anderen kann nur von denen geschrieben werden, die das Andere und die Anderen sind, und sich dazu entschlossen haben, diese Andersheit leben zu lassen und für sich die Freiheit, so sein zu dürfen, zu erkämpfen. Größtes Beispiel heute: die Geschichte des Weiblichen; aber auch die Geschichte der Homosexualität.“[15]
- „Eine diagnostische Geistesgeschichte verdankt viel jener zynischen Gesprächigkeit geschichtlicher Personen, denen innerer Drang und äußerer Krisenzwang Äußerungen abringen, die von besser kontrollierten Individuen niemals über die Lippen gebracht würden. Oft sind es die Käuze, die das Sprechen bevorzugen, wo sog. Normale es für klüger halten zu schweigen.“[16]
- „Hoppla, wir leben; hoppla, wir verkaufen uns; hoppla, wir rüsten auf; wer früher stirbt, spart Rentenbeiträge. So garantiert Zynismus die erweiterte Reproduktion des Vergangenen auf dem neuesten Niveau des jeweils Schlimmsten. Darum haben Prophezeiungen eines baldigen, selbstgemachten Weltuntergangs so große Konjunktur; »habe den Mut, dich deiner eigenen Bombe zu bedienen«.“[17]

## Rezeption
Das Buch wurde von zahlreichen Kritikern gelobt und Sloterdijk als philosophischer Schriftsteller vom Range eines Arthur Schopenhauer bezeichnet. Bis 1988 wurden über 50.000 Exemplare verkauft. Der Suhrkamp-Verlag gab 1987 eine Sammlung mit Beiträgen von Wissenschaftlern heraus, die sich zum Phänomen Zynismus psychologisch, soziologisch, historisch und philosophisch äußern.
In Kindlers Literatur Lexikon wird die Kritik der zynischen Vernunft als Versuch einer „neuen Vernunftkritik“ im Sinne Kants bezeichnet. In Anlehnung an die Dialektik der Aufklärung konstatiere Sloterdijk, dass das Glücksversprechen der Aufklärung am Primat der „instrumentellen Vernunft“ gescheitert sei. Von den Schranken der Moral gelöst sei strategisches Denken dann in Zynismus umgeschlagen. Nach einer Beschreibung der historischen Erscheinungsformen, Voraussetzungen und Grenzen der zynischen Vernunft plädiere Sloterdijk schließlich für ein „Dasein im Widerstand“, um sich als „vollvernünftig-lebendige Wesen“ zu erhalten.
Im Spiegel beanstandete der Rechtsphilosoph Reinhard Merkel 1983, dass sich Sloterdijk nicht mit einem Porträt des Zynismus begnügt habe, sondern in seinem „Ehrgeiz, die Hypothek eines tönenden Buchtitels abzutragen“ über die Darstellung hinaus einen „Schuldigen, den Beweis der Schuld und ein Heilmittel“ zu präsentieren sucht: „So schön, luzide und sympathisch sein kulturkritischer Essay ist, so falsch, anmaßend und, wie soll man sagen, zynisch ist der größte Teil seiner philosophischen Argumentation.“
Der Schriftsteller Ulrich Holbein stellte in seinem ebenfalls 1983 im Spiegel veröffentlichten Essay Sloterdijks Wortakrobatik heraus: „Statt trauriger oder trockener wird farbenfrohe Wissenschaft entfaltet, mit klangvollen Bausteinen: dilemmataisch, zelebrativ, Kostümkritik und yesbody, radikale Entspannungskur, teutonische Tiefenplumpheit, welthistorischer Schwellkörper. Es hagelt Genitivmetaphern: Weltmeere der sozialen Entfremdung, Surfbrett des Begehrens, Leichengift der Normalität; es schneit Aphorismen, nach denen manch Primärkopf sich vergebens die Finger leckt.“
Der Literaturkritiker Martin Lüdke schrieb 1985 in der Zeit, Sloterdijk sei es mit seiner Kritik der zynischen Vernunft gelungen, „die Philosophie aus ihrem akademischen Getto zu befreien und wieder in die öffentliche Diskussion einzubringen.“ Außerdem habe er es zum Teil geschafft, „die Linke aus ihrer resignativen Erstarrung zu lösen und wieder zu (re)mobilisieren – für das unvollendete Projekt der Aufklärung.“
Der Germanist Klaus Laermann veröffentlichte 1988 unter dem Titel Von der Apo zur Apokalypse eine Polemik gegen Sloterdijks Buch. Die zentrale Gegenüberstellung von antikem Kynismus und modernem Zynismus sei bereits in den 1960er Jahren vom Religionsphilosophen Klaus Heinrich formuliert worden.
Parallel zu Sloterdijk beschäftigte sich auch der Philosophiehistoriker Heinrich Niehues-Pröbsting mit der Unterscheidung von Kynismus und Zynismus. Sein 1979 publiziertes Buch Der Kynismus des Diogenes und der Begriff des Zynismus wird in seiner Ausgabe von 1988 mit der Abgrenzung zur Kritik der zynischen Vernunft beworben: „Das Buch enthält sich der Moral und des Moralisierens. Es bietet kein Feindbild und keine Identifikationsfigur; es ist also erheblich kühler als Peter Sloterdijks spätere Kritik der zynischen Vernunft – und trockener.“
In einer Relektüre von 2004 hebt der Kunsthistoriker Rainer Metzger Unübersichtlichkeit und „labyrinthische Verwirrung“ als Gegenstand und Merkmal des Textes hervor: „Und wenn das Buch seine Unübersichtlichkeit schon darin besitzt, dass ihm nicht zu entnehmen ist, ob Zynismus nun eine Grundbedingung der Moderne oder einen ihrer Auswüchse darstellt, so steigert sich die Desorientierung zwanzig Jahre später noch. Kein anderer Text verliert sich in der Relektüre derart zwischen kluger Prognose und völliger Fehlspekulation, zwischen detailgenauer und ebenso fundamentaler Kritik an politischen oder philosophischen Positionen und der Wortjongliererei eines Meta-Erzählers.“

### Nachtrag
35 Jahre nach dem Erscheinen der Kritik der zynischen Vernunft fasste Sloterdijk seine Betrachtung des zynischen Bewusstseins in der Neuen Zürcher Zeitung noch einmal zusammen und weitete sie auf das beginnende 21. Jahrhundert aus. Dabei skizzierte er den modernen Zynismus als vierte Form eines falschen Bewusstseins nach Irrtum, Lüge und Ideologie. Rückblickend ordnete er seinen philosophischen Bestseller als kritische Auseinandersetzung mit der Ideologiekritik à la Horkheimer, Adorno und Habermas ein. Deren Prämisse sei „ein falsches Bewusstsein – eine Art Wahrnehmungsverzerrung – die Menschen in modernen Industriegesellschaften gefangen hält.“ Sloterdijk konfrontierte sie mit der Einsicht, dass sich Machtverhältnisse nicht durch Kritiken aus der Welt schaffen lassen, schließlich gebe es „keinen herrschaftsfreien Diskurs, wohl aber die Enttäuschung darüber, dass es keinen gibt. Und so schlägt der kritische Impuls irgendwann in Zynismus um.“ Folglich sei Zynismus „das aufgeklärte falsche Bewußtsein. Es ist das modernisierte unglückliche Bewußtsein, an dem Aufklärung zugleich erfolgreich und vergeblich gearbeitet hat.“